# Chinesische Nationalbibliothek
Die Chinesische Nationalbibliothek (chinesisch 中國國家圖書館 / 中国国家图书馆, Pinyin Zhōngguó guójiā túshūguǎn, W.-G. Zhong Guo Guo Jia Tu Shu Guan, englisch National Library of China) im Straßenviertel Zizhuyuan (Stadtbezirk Haidian) der chinesischen Hauptstadt Peking ist nach ihrem Medienbestand die zweitgrößte Bibliothek Asiens und mit einem Bestand von über 30 Millionen bibliografischen Einheiten die siebtgrößte der Welt. Sie besitzt den weltweit größten chinesischen Literaturbestand.

## Geschichte
Die Vorläuferin der Chinesischen Nationalbibliothek, die „Hauptstadt-Bibliothek“, wurde am 24. April 1909 von der Mandschu-Regierung gegründet. Förmlich eröffnet wurde sie jedoch erst nach der Xinhai-Revolution, am 27. August 1912 (oder am 7. Oktober), also in dem Jahr, als der letzte der Kaiser der Qing-Dynastie, zu deren Andenken sie ursprünglich erbaut worden war, abdankte.
1916 erhielt die Bibliothek Pflichtexemplarrecht. Im Juli 1928 wurde sie dann zeitweise in „Pekinger Nationalbibliothek“ umbenannt.
Nach der Gründung der Volksrepublik wurde sie zwar konsequent zur chinesischen Nationalbibliothek ausgebaut, ihr Name aber wurde auf „Peking-Bibliothek“ (Pinyin Běijīng túshūguǎn; deutsch auch Beijing Bibliothek) verkürzt.
Erst im Dezember 1998 billigte der Staatsrat die Namensänderung in „Chinesische Nationalbibliothek“.
Seit November 2009 nimmt sie am „OCLC WorldCat Resource Sharing Service“ teil.
Die Bibliothek ist organisatorisch dem chinesischen Kulturministerium unterstellt.